# Incendios en el oeste de Estados Unidos de 2020
En 2020, el oeste de los Estados Unidos experimentó una serie de importantes incendios forestales. En los estados de California, Oregón y Washington, seguidos a principios de septiembre por focos adicionales, a lo largo de la costa oeste. Impulsados por terrenos secos y calientes, muchos incendios estallaron y se fusionaron en megafuegos de tamaño récord, quemando más de 2,6 millones de hectáreas de tierra, movilizando a decenas de miles de bomberos, arrasando miles de edificios y matando al menos a 40 personas en California, Oregón, Washington, Colorado, Idaho y Utah.
En California se quemaron 4.1 millones de acres (1.7 millones de hectáreas).  En la época prehistórica de California (antes de 1800), anualmente los fuegos forestales consumían entre 1.8 y 4.8 millones de hectáreas, esto es, entre el 4.5% y el 12% del área del actual Estado. El cambio climático y las malas prácticas de gestión forestal habrían contribuido a la gravedad de estos incendios forestales. Bomberos de otros países del mundo han arribado para ayudar a combatir el fuego, entre ellos 100 bomberos de la Comisión Nacional Forestal de México. El humo de los incendios alcanzó las islas Baleares. El servicio de monitoreo atmosférico Copernicus de la Unión Europea confirmó que el humo alcanzó Europa. Se estima que casi 20 000 bomberos participan de los operativos, en tanto los cuerpos de bomberos luchan también con el cansancio, después de tantos días de incendios descontrolados.

## Antecedentes

Animación hasta el 8 de septiembre de 2020 del alcance y la intensidad de la sequía en los Estados Unidos registrada por el Centro Nacional de Mitigación de la Sequía de la Universidad de Nebraska-Lincoln

A excepción de las áreas a lo largo de las extensiones norte y sur de la costa del Pacífico, América del Norte tiende a ser más húmeda en el este y más seca en el oeste. Sin embargo, un clima seco récord azotó el oeste de los Estados Unidos a fines de 2019, situación que se extendió hasta enero y febrero de 2020, lo que provocó preocupaciones iniciales de los gobiernos estatales y la prensa. 
California fue el primer estado en emitir una alerta. El 22 de marzo, el gobernador de California, Gavin Newsom, declaró el estado de emergencia, debido a la muerte masiva de árboles en todo el estado, lo que podría aumentar el riesgo de incendios forestales. Oregón declaró oficialmente el inicio de su temporada de incendios forestales ese mismo mes. A pesar de las lluvias ligeras, recibidas a fines de marzo y abril, persistieron las condiciones de sequía severa y se pronosticó que durarían hasta fin de año, debido al retraso de la temporada de lluvias. Después de que comenzaron los incendios en Washington en abril, se produjeron varios incendios más en toda la costa oeste, lo que provocó órdenes de prohibición de quemas en Washington y Oregón a partir de julio. Paradójicamente, se ha señalado que una de las causas de los incendios es la prohibición de los llamados «regímenes de fuego indígena», lo que ha causado una acumulación extraordinaria de maleza, que tradicionalmente se eliminaba mediante la quema prescrita. En este sentido, se constata un mal manejo forestal, con gran acumulación de material vegetal a lo largo del tiempo, y la construcción de viviendas dentro de áreas con riesgo de incendio forestal. La caída de rayos en terrenos muy secos aparecen igualmente como causas registradas de los incendios. A finales del mes de septiembre, las alertas se dispararon en el sur del estado de California, mientras se encontraban activos 70 incendios. Fuertes vientos de comienzo del otoño dificultan la extinción de los incendios.

### Papel del cambio climático

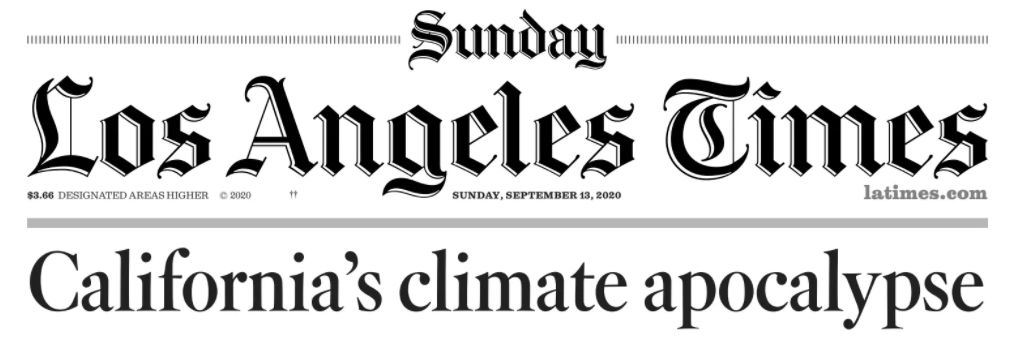
Los Angeles Times el 13 de septiembre describió los incendios como un apocalipsis climático

El cambio climático ha provocado un aumento de las olas de calor y el riesgo de sequía en California, creando las condiciones para incendios forestales más frecuentes y graves. David Romps, director del Centro de Ciencias Atmosféricas de la Universidad de Berkeley resume la situación de la siguiente manera: «Para ir al grano: ¿la ola de calor, los rayos y la sequedad de la vegetación se vieron afectados por el calentamiento global? Absolutamente, sí. ¿Fueron significativamente más calientes, más numerosos y más secos debido al calentamiento global? Sí, probablemente sí y sí». De manera similar, Friederike Otto, directora interina del Instituto de Cambio Ambiental de la Universidad de Oxford, afirma: «No hay absolutamente ninguna duda de que las temperaturas extremadamente altas son más altas de lo que hubieran sido sin el cambio climático inducido por los seres humanos. Una gran cantidad de literatura sobre sus causas demuestra ahora que el cambio climático es un cambio absoluto en lo que respecta a las olas de calor, y California no será la excepción».

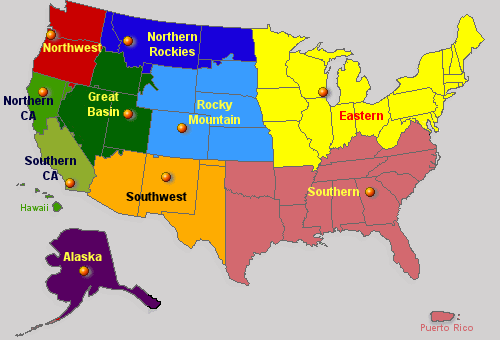
Regiones que comprenden los diferentes Centros de coordinación

Nota: consulte las fuentes primarias para obtener estadísticas actualizadas.
| Centro de coordinanción      | Acres       | Hectáreas   | Costo de las operaciones en dólares estadounidenses | Estructuras destruidas |
| ---------------------------- | ----------- | ----------- | --------------------------------------------------- | ---------------------- |
| Alaska                       | 171 045.7   | 69 219.7    | 14 837 241.00                                       | 8                      |
| Área del noroeste            | 1 894 689.2 | 766 753.5   | 241 771 756.78                                      | 4256                   |
| Área del norte de California | 3 357 844   | 1 358 871.3 | 697 836 173.93                                      | 3702                   |
| Área del sur de California   | 965 999.5   | 390 926.1   | 459 489 882.00                                      | 1434                   |
| Rocosas del Norte            | 326 491.4   | 132 126.4   | 59 274 372.00                                       | 227                    |
| Gran Cuenca                  | 769 517.2   | 311 412.6   | 180 322 529.00                                      | 174                    |
| Área del sudoeste            | 951 609.6   | 385 102.7   | 183 563 964.96                                      | 48                     |
| Área de las Montañas Rocosas | 480 662.8   | 194 517.3   | 156,241,217.34                                      | 73                     |
| Área del este                | 10 071.8    | 4 075.9     | 491 898.58                                          | 18                     |
| Área del sur                 | 2 665 951.3 | 1 078 872.2 | 14 605 789.11                                       | 310                    |
| Total                        | 9 347 895.2 | 3 782 959.0 | 1 903 294 946.23                                    | 7409                   |

1. ^ Total año a año al 14 de septiembre de 2020

### Focos iniciales y condiciones climáticas
Abril vio el comienzo de incendios forestales en la costa oeste, ya que Washington experimentó dos incendios: el incendio Stanwood Bryant en el condado de Snohomish (28 hectáreas) y el incendio de Porter Creek en el condado de Whatcom. El Departamento de Bosques de Oregón declaró la temporada de incendios a partir del 5 de julio de 2020, lo que indica el final de las quemas no reguladas al aire libre, una de las principales causas de incendios forestales.

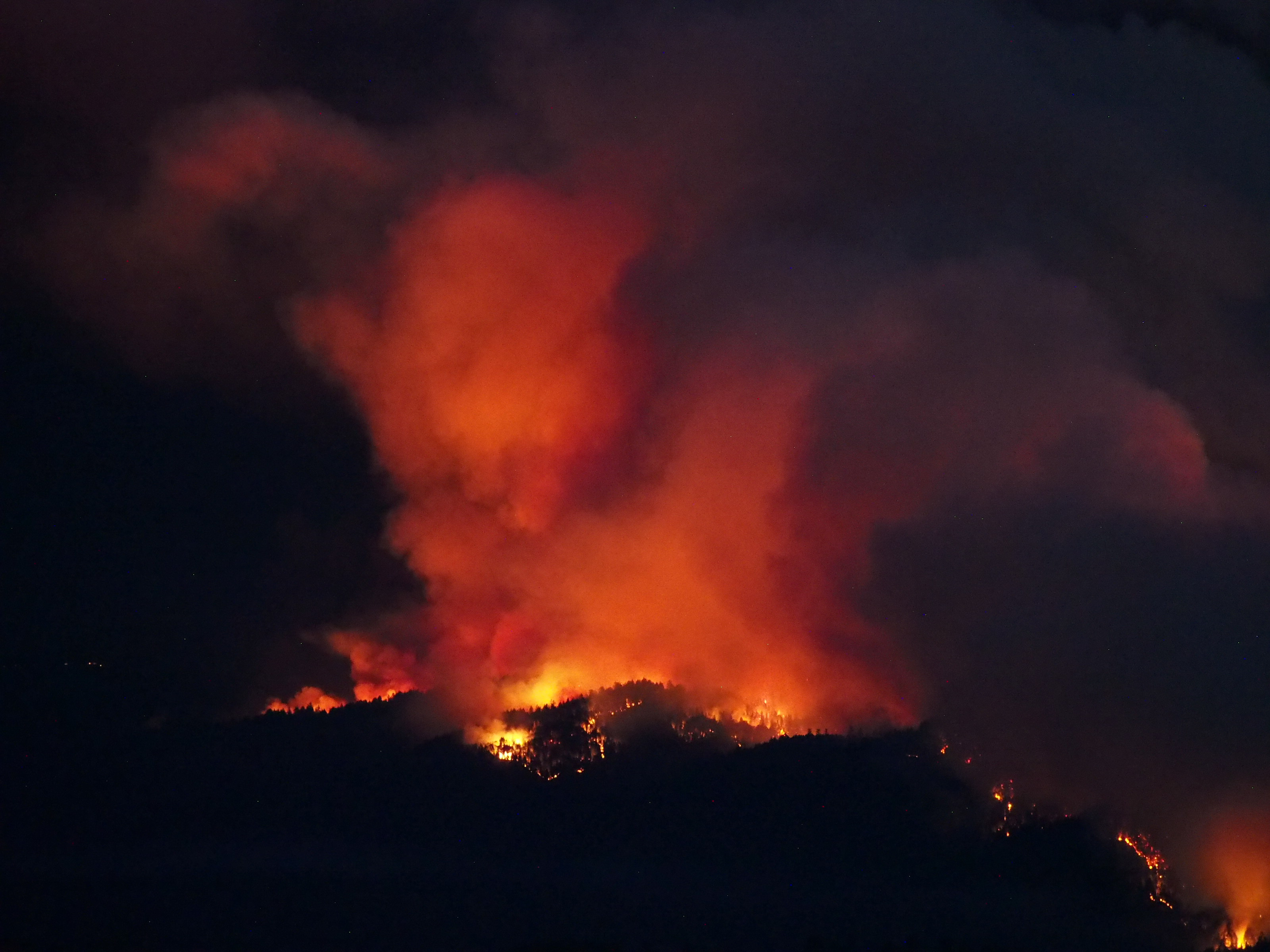
Los incendios en el norte de California fueron provocados por un rayo a mediados de agosto

 El otoño comienza en el Oeste con temperaturas inusualmente elevadas para la época, lo que no solo impide apagar los focos en desarrollo, sino que podría favorecer nuevos incendios forestales.

## Crecimiento de los focos ígneos

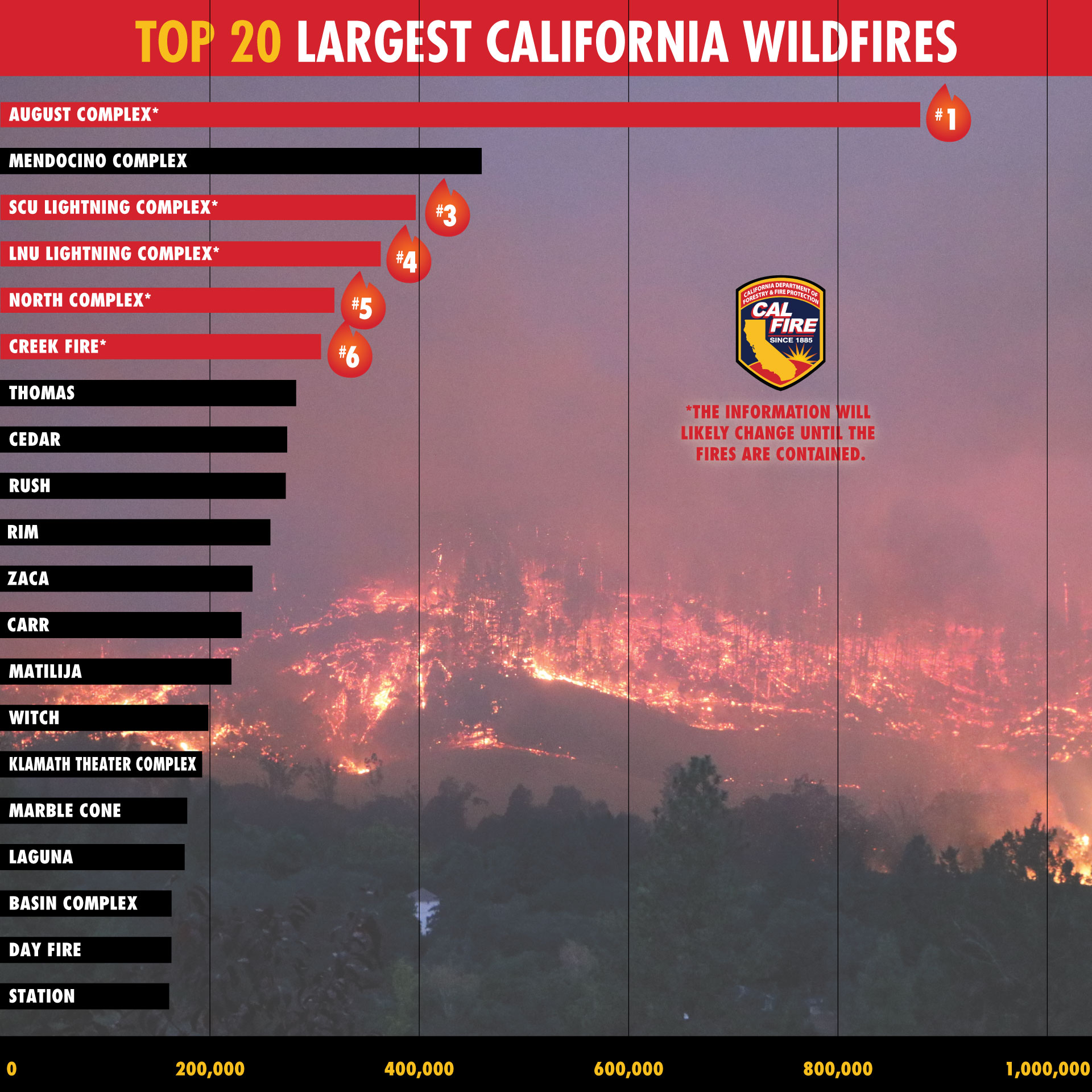
Seis de los veinte incendios forestales más grandes en la historia de California fueron parte de la temporada de incendios forestales de 2020. Cinco de los nuevos incendios forestales clasificados en el top 10 fueron todos parte de los incendios causados por rayos en agosto de 2020

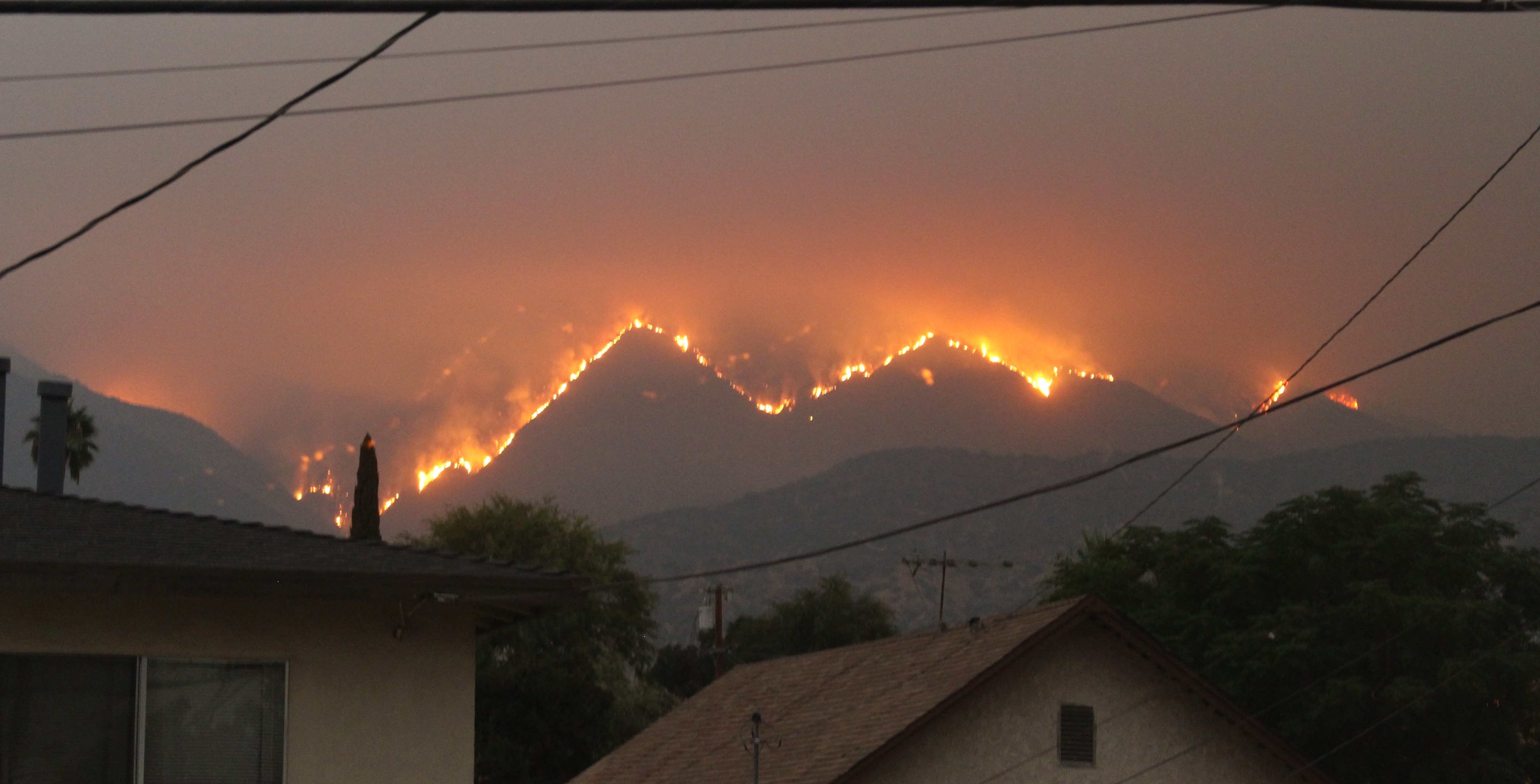
10 de septiembre, vista desde la ventana de la cocina, del incendio «Bobcat» en la Sierra de San Gabriel donde no había incendios desde hace 60 años

El 10 de septiembre de 2020, el Complejo August se convirtió en el incendio forestal más grande en la historia registrada de California, alcanzando un área total quemada de 1907 km². Luego, el 11 de septiembre, se fusionó con el incendio Elkhorn, otro incendio forestal masivo de 1032 km², convirtiendo el Complejo August en un monstruoso incendio forestal de 3021 km².
A principios de septiembre de 2020, una combinación de una ola de calor récord, los vientos Diablo y Santa Ana y las mala gestión forestal  provocaron más incendios y crecieron explosivamente los focos activos, y el Complejo August superó al Complejo Mendocino de 2018, para convertirse en el incendio forestal más grande registrado en California. El Complejo Norte aumentó de tamaño a medida que los vientos lo impulsaron hacia el Oeste, amenazando la ciudad de Oroville y provocando evacuaciones masivas. Durante la primera semana de septiembre, la temporada de incendios de 2020 estableció un nuevo récord en California en cantidad de áreas quemadas en un solo año: 810 000 hectáreas. Al 13 de septiembre, 1 300 000 hectáreas se habían quemado en el estado. En el área de Oroville, el 17 de septiembre fueron hallados los cuerpos de tres personas que murieron atrapadas en sus vehículos.
El 7 de septiembre, un «evento histórico de incendio» resultó en 80 incendios simultáneos y casi 120 000 hectáreas quemadas en un día. Malden, en el condado de Palouse del Este de Washington, fue destruido en su mayor parte por uno de los incendios Para la noche del 8 de septiembre, Cold Springs Canyon y los incendios adyacentes de Pearl Hill habían quemado más de 136 000 hectáreas, y ninguno estaba contenido en más del 10 %. El humo cubrió el área de Seattle el 8 de septiembre, y causó condiciones de aire poco saludables en toda la región de Puget Sound, afectando el suroeste de la Columbia Británica, Canadá.
Las ciudades de Phoenix y Talent en Oregón fueron destruidas por el incendio Almeda Drive. En todo el estado, al menos 23 personas han muerto. El 11 de septiembre, las autoridades dijeron que se estaban preparando para un incidente de muertes masivas. Para el 11 de septiembre, 600 casas y 100 edificios comerciales habían sido destruidos por el incendio Almeda Drive. Las autoridades declararon que el incendio Almeda Drive se originó por causas humanas. El 11 de septiembre, un hombre fue arrestado por incendio provocado, por iniciar un incendio que destruyó varias casas en Phoenix, el cual se fusionó con el incendio Almeda Drive. Al respecto, se está llevando a cabo una investigación criminal independiente sobre el foco inicial del incendio Almeda Drive, en Ashland.

## Evacuaciones
Hasta el 11 de septiembre, alrededor de 40 000 personas en Oregón habían recibido instrucciones de evacuar, y 500 000, que representan aproximadamente el 10 % de la población del estado, habían recibido instrucciones para prepararse para una evacuación masiva, quienes estaban bajo alertas de evacuación por incendio de niveles 1, 2 o 3. Como consecuencia del humo el estado de Oregón tiene el aire de peor calidad del mundo. A los 22 incendios que han afectado a California, se agregó uno nuevo en el Valle de Napa, al que se le ha dado el nombre de «incendio Glass», y que ha destruido viñedos y bodegas, en medio de altas temperaturas en la región. Cientos de miles han debido abandonar de urgencia sus viviendas, incluyendo un hospital amenazado por el fuego.

## Obstáculos para el control de los incendios

### Rumores sobre participación de extremistas de izquierda y de derecha
Se difundieron rumores en las redes sociales de que activistas antifascistas, supuestamente involucrados en incendios provocados y disturbios, que habrían acompañado las recientes protestas por la muerte de George Floyd en Portland, estaban provocando incendios deliberadamente y se estaban preparando para saquear propiedades que estaban siendo evacuadas. Por ello, algunos residentes se negaron a evacuar, con base a estos rumores, optando por «defender sus hogares» de una presunta «invasión». Las autoridades suplicaron a los residentes que ignoraran los rumores. Por su parte, seguidores de QAnon participaron en esta desinformación, haciendo circular la noticia falsa de que seis activistas antifascistas habían sido arrestados por provocar incendios.
Paralelamente, también circularon rumores de que miembros de grupos de extrema derecha habían provocado algunos de los incendios.
Un bombero de Hawái, se ha hecho famoso en redes sociales por explicar y desacreditar las teorías conspirativas que han circulado, sobre el origen de los incendios.
Por razones que aún no se han podido establecer, 3 hombres colocaron barricadas ilegales en una carretera, y obstaculizaron la evacuación de la población en el condado de Multnomah, por lo que fueron acusados criminalmente. Asimismo, en el condado de Clackamas, también en el estado de Oregón, la policía recibió denuncias de retenes ilegales instalados por civiles.

## Lista de incendios forestales
La siguiente es una lista de incendios que quemaron más de 400 hectáreas o produjeron daños estructurales significativos o víctimas. 
| Nombre del incendio                                       | Condados                                                 | Hectáreas | Fecha de inicio            | Fecha de contención | Notas | Ref                                     |
| --------------------------------------------------------- | -------------------------------------------------------- | --------- | -------------------------- | --- | --- | --------------------------------------- |
| Blue Jay                                                  | Mariposa Tuolumne, California                            | 1355      | 24 de julio de 2020        | 20 % controlado el 10 de septiembre de 2020 | Originado por rayos | [ 61 ]                                  |
| Complejo Red Salmon                                       | Humboldt, Siskiyou Trinity, California                   | 35 551    | 26 de julio de 2020        | 16 % controlado el 13 de septiembre de 2020 | Originalmente, los incendios Red y Salmon se iniciaron por la caída de rayos, y luego se fusionaron en un solo incendio forestal | [ 62 ] [ 63 ]                           |
| Complejo Agosto (Zona Sur)                                | Glenn, Mendocino Lake County, Tehama Trinity, California | 240 340   | 16 de agosto de 2020       | 28 % controlado el 12 de septiembre de 2020 | Los rayos provocaron 37 incendios, varios de los cuales alcanzaron gran tamaño, especialmente el incendio Doe. Como consecuencia, 1 bombero resultó fallecido, y 1 bombero lesionado. Se convirtió en el complejo de incendios más grande en la historia de California, el cual se combinó con el incendio Elkhorn, el 10 de septiembre                                                                        | [ 64 ] [ 65 ]                           |
| Rattlesnake                                               | Tulare, California                                       | 583       | 16 de agosto de 2020       | 0 % controlado el 10 de septiembre de 2020 | Un rayo provocó un fuego de lento crecimiento en un terreno inaccesible para los bomberos | [ 66 ]                                  |
| Lionshead                                                 | Jefferson, Oregón                                        | 56 137    | 16 de agosto de 2020       | 5 % controlado el 12 de septiembre de 2020. Se fusionó con el Incendio Beachie Creek y se convirtió en el Incendio Santiam, el 8 de septiembre | | [ 67 ]                                  |
| Beachie Creek                                             | Linn, Oregón                                             | 76 232    | 16 de agosto de 2020       | 0 % controlado, a partir del 13 de septiembre se fusionó con el incendio Lionshead y se convirtió en el incendio Santiam el 8 de septiembre    | | [ 68 ]                                  |
| Downey Creek                                              | Douglas, Oregón                                          | 1017      | 16 de agosto de 2020       | 0 % controlado, el 13 de septiembre de 2020 | | [ 69 ]                                  |
| White River                                               | Wasco, Oregón                                            | 7 034     | 17 de agosto de 2020       | 70 % controlado, el 11 de septiembre de 2020                                                                                                   | | [ 70 ]                                  |
| P-515                                                     | Jefferson, Oregón                                        | 1865      | 7 de septiembre de 2020    | 95 % controlado, el 11 de septiembre de 2020. Se convirtió en el Incendio Lionshead el 8 de septiembre                                         | | [ 71 ]                                  |
| Complejo August (Zonas Norte y Oeste/incendio de Elkhorn) | Tehama Trinity California                                | 114 762   | 17 de agosto de 2020       | 29 % controlado, el 12 de septiembre de 2020                                                                                                   | Caídas de rayos, 14 estructuras destruidas, 1 estructura dañada; 1 lesionado. El segmento sur del perímetro del incendio finalmente se fusionó con el Complejo August, mientras que el frente occidental del incendio absorbió los Incendios Hopkins, Vinegar Peak y Willow Basin, todos los cuales ahora se gestionan bajo el Complejo Elkhorn. Es el noveno incendio más grande en la historia de California | [ 72 ]                                  |
| Complejo Norte                                            | Plumas Butte Yuba California                             | 106 988   | 17 de agosto de 2020       | 38 % controlado, el 14 de septiembre de 2020                                                                                                   | Caídas de rayos, incluye los incendios Claremont y Bear; 2000 estructuras destruidas; 10 fallecidos; 13 heridos; Es el décimo complejo de incendios más grande en la historia de California | [ 73 ] [ 74 ]                           |
| Dolan                                                     | Monterey California                                      | 47 446    | 18 de agosto de 2020       | 40 % controlado, el13 de septiembre de 2020 | Causa no determinada oficialmente; sin embargo, un sospechoso fue acusado de incendio provocado en relación con la conflagración | [ 76 ]                                  |
| Complejo SQF                                              | Tulare California                                        | 36 207    | 19 de agosto de 2020       | 12 % controlado, el13 de septiembre de 2020 | Encendido por un rayo, contiene los incendios Castle y Shotgun | [ 77 ]                                  |
| Slink                                                     | Mono County California                                   | 10 700    | 29 de agosto de 2020       | 54 % controlado, el 13 de septiembre de 2020                                                                                                   | Caída de rayo | [ 78 ]                                  |
| Evans Canyon                                              | Kittitas, Washington                                     | 30 682    | 31 de agosto de 2020       | 90 % controlado, ek 12 de septiembre de 2020                                                                                                   | | [ 79 ]                                  |
| Creek                                                     | Fresno, Madera California                                | 81 709    | 4 de septiembre de 2020    | 8 % controlado, el 13 de septiembre de 2020 | 369 estructuras destruidas, 12 estructuras dañadas; 12 heridos; 1 fallecido | [ 80 ] [ 81 ] [ 82 ]                    |
| El Dorado                                                 | Riverside San Bernardino, California                     | 5780      | 5 de septiembre de 2020    | 41 % controlado, el 13 de septiembre de 2020                                                                                                   | Activado por un dispositivo pirotécnico en una fiesta de revelación de género. 10 estructuras destruidas, 6 estructuras dañadas. 1 bombero fallecido | [ 84 ] [ 85 ]                           |
| Valley                                                    | San Diego, California                                    | 7148      | 5 de septiembre de 2020    | 87 % controlado, el 13 de septiembre de 2020                                                                                                   | 51 estructuras destruidas, 11 estructuras dañadas, 2 heridos | [ 86 ]                                  |
| Bobcat                                                    | Los Ángeles, California                                  | 13 480    | 6 de septiembre de 2020    | 3 % controlado, el 16 de septiembre de 2020 | El 16 de septiembre los bomberos luchaban intensamente para evitar que el fuego alcance las instalaciones del Observatorio del Monte Wilson | [ 87 ] [ 88 ]                           |
| Cold Springs                                              | Okanogan, Washington                                     | 76 425    | 6 de septiembre de 2020    | 45 % controlado, el 13 de septiembre de 2020                                                                                                   | 1 fallecido | [ 89 ] [ 90 ]                           |
| Oak                                                       | Mendocino, California                                    | 445       | 7 de septiembre de 2020    | 90 % controlado, el 13 de septiembre de 2020                                                                                                   | Causa desconocida, 25 estructuras destruidas, 20 estructuras dañadas | [ 91 ]                                  |
| Slater/Devil                                              | Siskiyou Del Norte, California, Josephine, Oregón        | 52 804    | 7 de septiembre de 2020    | 5 % controlado, el 13 de septiembre de 2020 | 2 fallecidos, 1 estructura destruida | [ 92 ] [ 93 ]                           |
| Two Four Two                                              | Klamath, Oregón                                          | 5847      | 7 de septiembre de 2020    | 10 % controlado, el 13 de septiembre de 2020                                                                                                   | | [ 94 ]                                  |
| Brattain                                                  | Lake, Oregón                                             | 3237      | 7 de septiembre de 2020    | 0 % controlado, el 11 de septiembre de 2020 | | [ 95 ]                                  |
| Holiday Farm                                              | Lane, Oregón                                             | 65 507    | 7 de septiembre de 2020    | 5 % controlado, el 13 de septiembre de 2020 | 1 fallecido | [ 96 ]                                  |
| Complejo Echo Mountain                                    | Lake, Oregón                                             | 985       | 7 de septiembre de 2020    | 20 % controlado, el 13 de septiembre de 2020                                                                                                   | | [ 97 ]                                  |
| Babb-Maiden/Manning                                       | Spokane, Washington                                      | 7264      | 7 de septiembre de 2020    | 0 % controlado, el 12 de septiembre de 2020 | | [ 98 ]                                  |
| Whitney                                                   | Lincoln, Washington                                      | 49 733    | 7 de septiembre de 2020    | 45 % controlado, el 13 de septiembre de 2020                                                                                                   | | [ 99 ]                                  |
| Complejo Inchelium                                        | Ferry, Washington                                        | 7370      | 7 de septiembre de 2020    | 40 % controlado, el 2020 de septiembre de 13                                                                                                   | | [ 100 ]                                 |
| Pearl Hill                                                | Douglas, Washington                                      | 90 540    | 7 de septiembre de 2020    | 80 % controlado, el 13 de septiembre de 2020                                                                                                   | | [ 101 ]                                 |
| Apple Acres                                               | Chelan, Washington                                       | 2328      | 7 de septiembre de 2020    | 95 % controlado, el 13 de septiembre de 2020                                                                                                   | | [ 102 ]                                 |
| Fork                                                      | El Dorado, California                                    | 709       | 8 de septiembre de 2020    | 7 % controlado, el 13 de septiembre de 2020 | | [ 103 ]                                 |
| South Obenchain                                           | Jackson, Oregón                                          | 12 344    | 8 de septiembre de 2020    | 20 % controlado, el 12 de septiembre de 2020                                                                                                   | | [ 104 ]                                 |
| Riverside                                                 | Clackamas, Oregón                                        | 54 146    | 8 de septiembre de 2020    | 0 % controlado, el 11 de septiembre de 2020 | | [ 105 ]                                 |
| Big Hollow                                                | Skamania, Washington                                     | 7329      | 8 de septiembre de 2020    | 0 % controlado, el 12 de septiembre de 2020 | | [ 106 ]                                 |
| Willow                                                    | Yuba, California                                         | 530       | 9 de septiembre de 2020    | 75 % controlado, el 12 de septiembre de 2020                                                                                                   | 30 estructuras destruidas | [ 107 ]                                 |
| Archie Creek                                              | Douglas, Oregón                                          | 46 885    | 9 de septiembre de 2020    | 10 % controlado, el 13 de septiembre de 2020                                                                                                   | | [ 108 ]                                 |
| Bullfrog                                                  | Fresno, California                                       | 485       | 9 de septiembre de 2020    | 0 % controlado,el 13 de septiembre de 2020 | | [ 109 ]                                 |
| Santiam                                                   | Clackamas Jefferson Linn Marion Wasco, Oregón            | 134 234   | 16 de agosto de 2020       | 2 % controlado el 12 de septiembre de 2020 | Incluye los incendios Lionshead, Beachie Creek y P-515, que se fusionaron | [ 110 ] [ 111 ]                         |
| Big Hollow                                                | Skamania, Washington                                     | 24 995    | 8 de septiembre de 2020    | 70% controlado el 14 de octubre de 2020 | | [ 112 ]                                 |
| Almeda Drive                                              | Jackson, Oregón                                          |           | 8 de septiembre de 2020    | 15 de septiembre de 2020 | Más de 2457 estructuras destruidas, 3 fallecidos | [ 114 ] [ 115 ]                         |
| Chehalem Mountain- Bald Peak                              | Washington, Oregón                                       |           | 8 de septiembre de 2020    | 14 de septiembre de 2020 | | [ 116 ] [ 117 ] [ 118 ] [ 119 ] [ 120 ] |
| Thielsen                                                  | Douglas, Oregón                                          | 9975      | 9 de septiembre de 2020    | 75% controlado el 12 de octubre de 2020 | | [ 121 ]                                 |
| Willow                                                    | Yuba, California                                         |           | 9 de septiembre de 2020    | 14 de septiembre de 2020 | 41 estructuras destruidas, 10 estructuras dañadas | [ 122 ]                                 |
| Archie Creek                                              | Douglas, Oregón                                          | 131 542   | 9 de septiembre de 2020    | 95% controlado el 13 de octubre de 2020 | | [ 123 ]                                 |
| Bullfrog                                                  | Fresno, California                                       | 1185      | 9 de septiembre de 2020    | 60% controlado el 12 de octubre de 2020 | | [ 124 ]                                 |
| Fox                                                       | Trinity, California                                      | 2188      | 2020 de septiembre de 2020 | 93% controlado el 30 de septiembre de 2020 | | [ 125 ]                                 |
| Snow                                                      | Riverside, California                                    | 6254      | 17 de septiembre de 2020   | 95% controlado el 30 de septiembre de 2020 | | [ 126 ]                                 |
| Glass                                                     | Napa, California Sonoma, California                      |           | 28 de septiembre de 2020   | 21 de octubre de 2020 | 1555 estructuras destruidas, 282 estructuras dañadas | [ 127 ]                                 |
| Zogg                                                      | Shasta County, California                                |           | 28 de septiembre de 2020   | 13 de octubre de 2020 | 204 estructuras destruidas, 27 estructuras dañadas, 1 heridos, 4 fallecidos | [ 128 ]                                 |
| Silverado                                                 | Orange, California                                       | 7200      | 26 de octubre de 2020      | 0% controlado el 26 de octubre de 2020 | | [ 129 ]                                 |
| Blue Ridge                                                | Orange, California                                       | 1120      | 26 de octubre de 2020      | 0% controlado el 26 de octubre de 2020 | | [ 130 ]                                 |

## Impactos

### Tierra quemada, edificios y muertes
En Oregón, los incendios forestales durante todo el año, y la mayor parte de septiembre, han calcinado un récord de 4000 km², destruyendo 1145 casas y 579 otras estructuras, matando a 8 personas. En Washington, los incendios forestales de 2020 han quemado 3200 km², con 418 estructuras, incluidas 195 viviendas incendiadas. En California, alrededor de 13 000 km² se han quemado por incendios forestales en 2020, la mayor superficie quemada jamás registrada en una temporada de incendios. Cerca de 8500 km² se quemaron en agosto, en tanto 4000 km² lo hicieron en septiembre. 4200 estructuras fueron destruidas en lo que va del año en California, y 25 han fallecido. Se registra que algunos incendios se han dirigido hacia viviendas cercanas al desierto de Mojave.

### Contaminación del aire y humo
Los incendios provocaron un empeoramiento de la contaminación del aire en gran parte del Oeste de Estados Unidos y Canadá, desde Los Ángeles hasta Columbia Británica. Alaska Airlines debió suspender sus vuelos desde Portland, Oregón y Spokane, Washington, debido a la mala calidad del aire. Algunas ciudades de Oregón registraron lecturas de calidad del aire de más de 500 en la escala AQI, mientras que en las principales ciudades se registraron lecturas de más de 200. Los mejores viñedos de California, Oregón y Washington, también se han visto afectados por el humo de los incendios. Los productores de vino y uvas no descartan tener que eliminar, toda o parte de su producción, la cual pudo quedar arruinada al impregnarse de sabor a ceniza o quedar contaminada por el humo. El humo de los incendios se trasladó a la costa este, provocando cielos amarillentos aunque con poco impacto en la calidad del aire.
Han aparecido cielos rojos sobre muchas ciudades de la costa oeste, debido al humo de los incendios forestales que bloquea los colores más claros, creados por la dispersión de la luz.

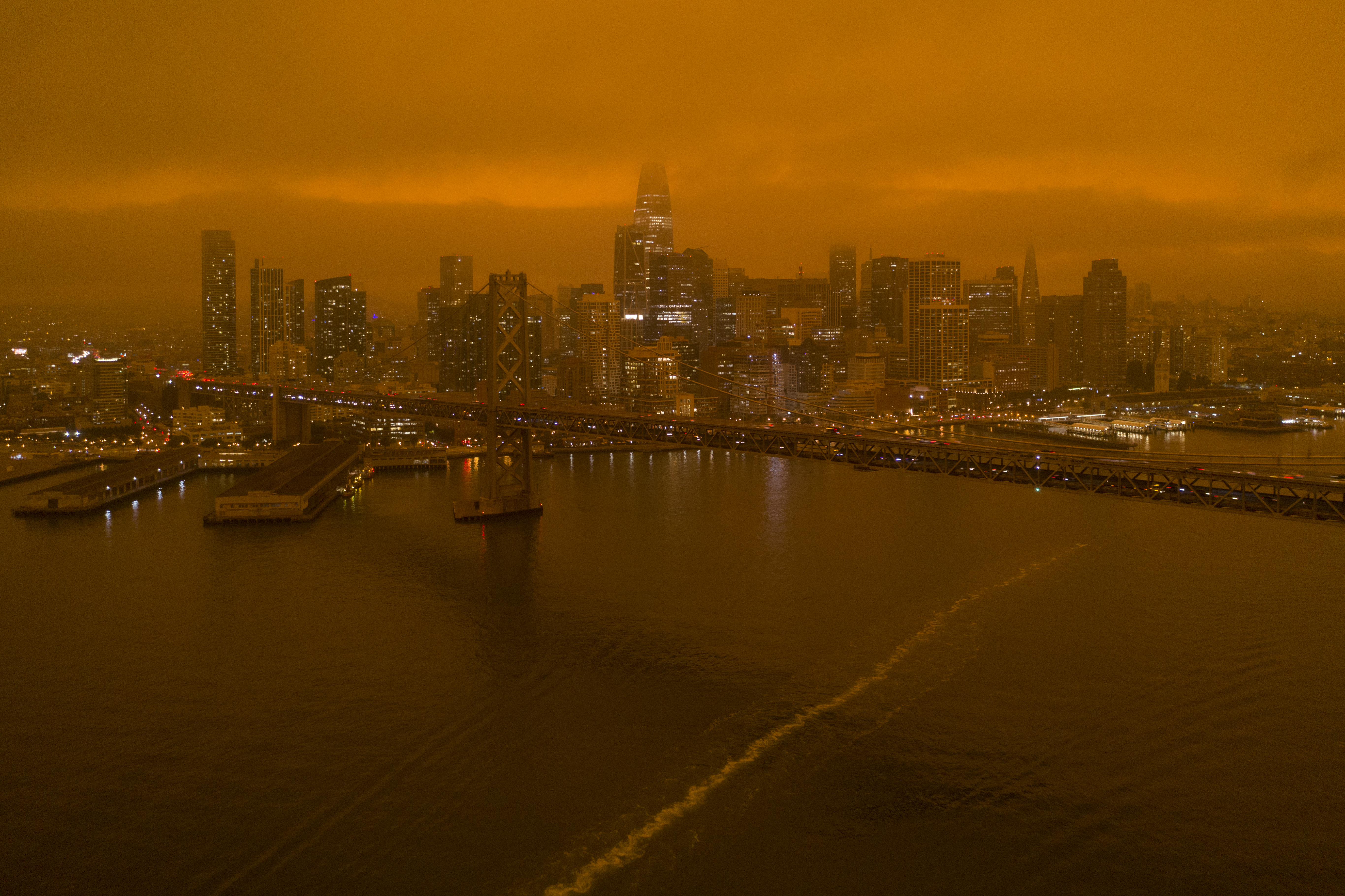
El humo del incendio del Complejo Norte se estaciona sobre San Francisco, convirtiendo el cielo del mediodía en un naranja oscuro

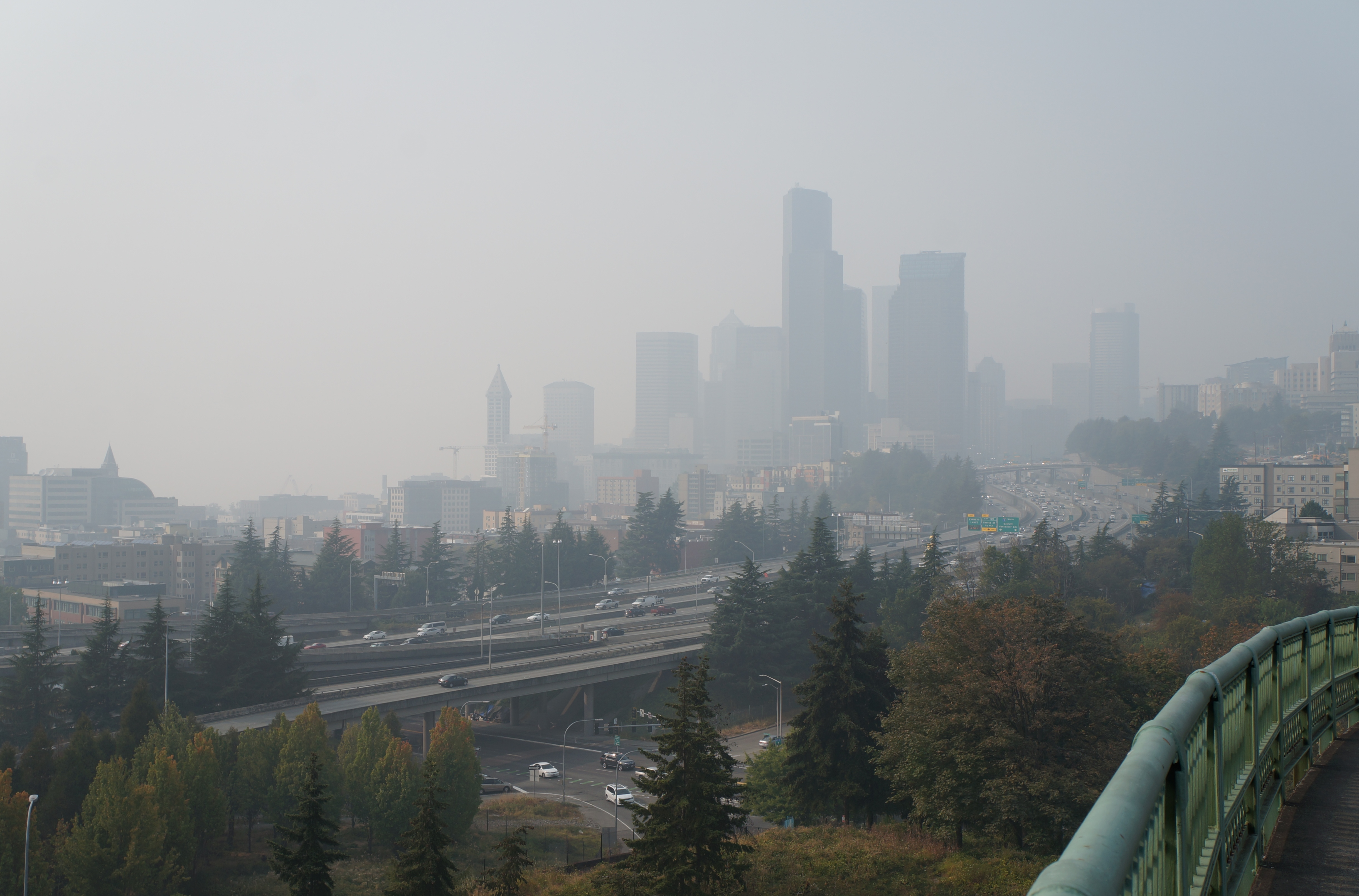
La contaminación del aire por humo oscurece el cielo de Seattle, Washington

### Efectos ecológicos

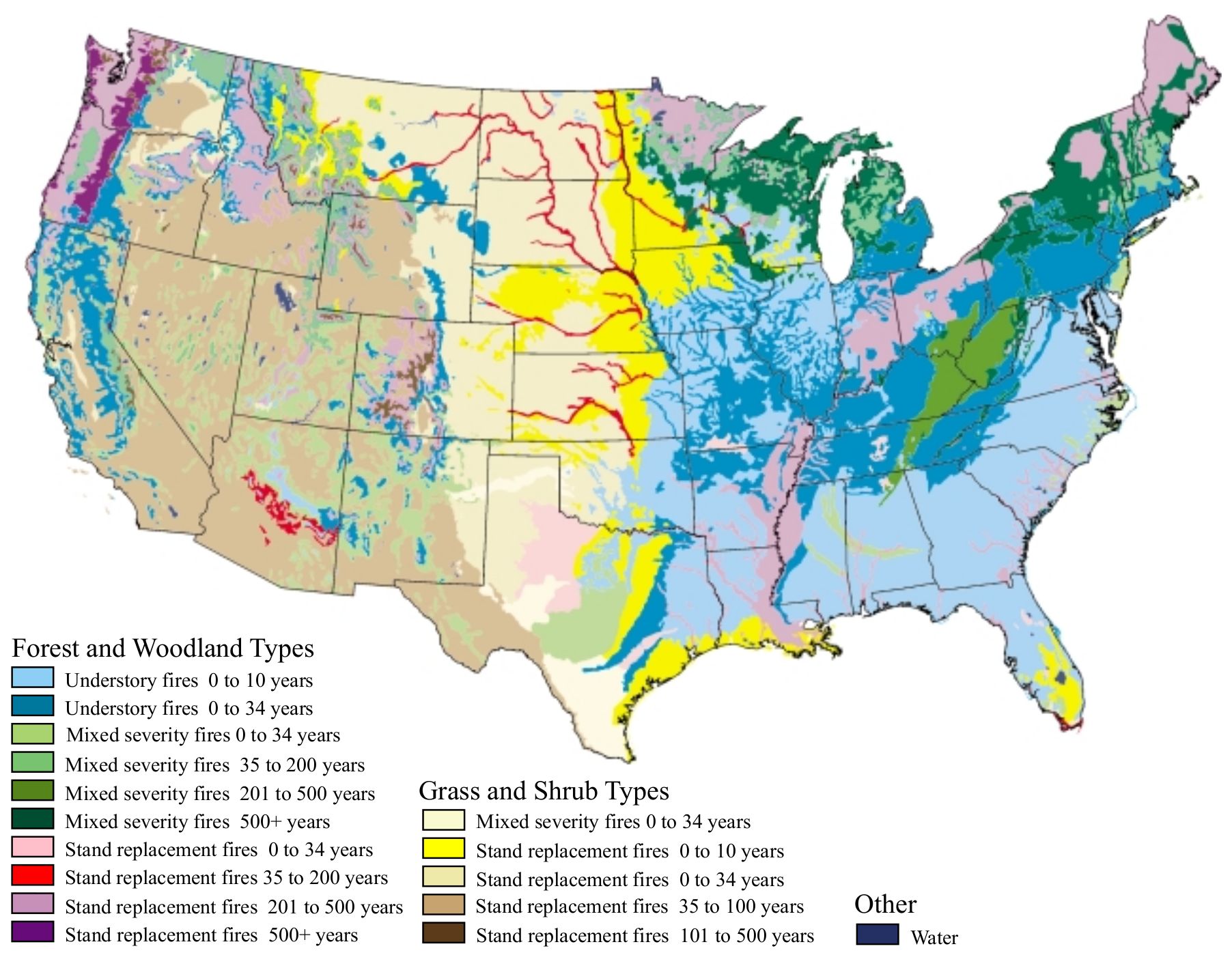
Ocurrencia en períodos de tiempo de incendios forestales según el tipo de vegetación, clima y topografía

El hábitat único de matorrales de artemisa de la cuenca del Columbia en Washington se vio muy afectado por los incendios, las poblaciones del conejo pigmeo endémico de la cuenca de Columbia han sido devastadas, así como las poblaciones aisladas y en peligro de extinción del urogallo de las artemisas y el urogallo de las praderas. Aproximadamente la mitad de la población de conejos pigmeos y más del 30-70 % de la población de urogallos pudo haberse perdido a causa de los incendios, revirtiendo décadas de trabajo de conservación. Aparte del cambio climático, la propagación de los incendios tal vez se vio favorecida por la intrusión de la espiguilla invasora en estos hábitats. Los incendios en los bosques primarios de Oregón pueden afectar negativamente a las poblaciones del cárabo californiano y la marta del pino en peligro de extinción, y la ceniza resultante de los incendios puede ser arrastrada hasta los arroyos, y amenazar al salmón del Pacífico, también en peligro de extinción. Se afirma que como consecuencia del cambio climático, se reduciría la probabilidad de que los bosques afectados se restablezcan después de los incendios.
Desde el 20 de agosto, se ha informado de un evento de mortalidad masiva de aves migratorias en el suroeste de los Estados Unidos, especialmente en Nuevo México, con cientos de miles y potencialmente millones de aves afectadas. La mayoría de las aves fallecidas son insectívoras, incluidas los parúlidos, los papamoscas tiránidos y las golondrinas, y es probable que hayan migrado fuera de la región, ya que las aves residentes no se han visto afectadas. Aunque las causas exactas aún se desconocen y se están revisando, se ha teorizado que las aves provienen de áreas afectadas por los incendios y sus patrones de migración se vieron alterados, tanto por los incendios como por un importante frente frío, lo que las obligó a ir a un desierto asolado por la sequía. Áreas donde no pudieron encontrar comida y finalmente murieron de agotamiento. La inhalación de humo de los incendios también pudo haber influido.

## Pandemia de COVID-19
La pandemia por el nuevo coronavirus trajo nuevos desafíos para los bomberos que combaten incendios forestales debido a las medidas destinadas a reducir la transmisión de la enfermedad. El Departamento de Silvicultura y Protección contra Incendios de California (CAL Fire) implementó nuevos protocolos, como usar máscaras faciales y mantener el distanciamiento social en los descansos, y reducir el número de ocupantes en las camionetas usadas para transportar bomberos.
California depende en gran medida de los bomberos reclusos. Los trabajadores carcelarios constituían casi una cuarta parte de la fuerza laboral total de CAL Fire, en el período 2018-2019. Sin embargo, las medidas anticoronavirus dentro del sistema penitenciario, así como las políticas de liberación anticipada y cuarentena, han reducido el número de presos disponibles, lo que ha requerido la contratación de bomberos zafrales adicionales.